# Facultad de Geografía e Historia (Universidad Complutense de Madrid)

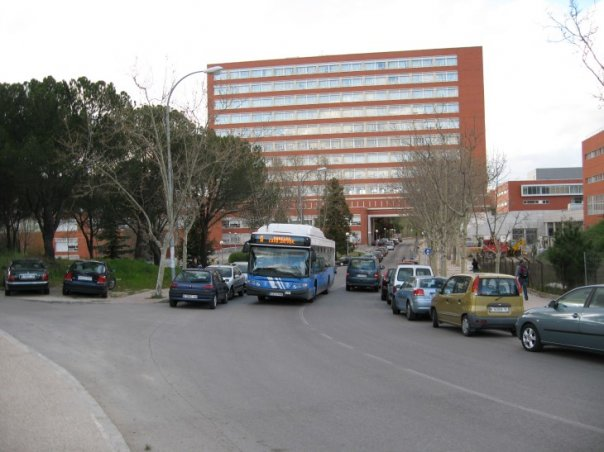
Facultad de Geografía e Historia, vista de la calle del Profesor Aranguren.

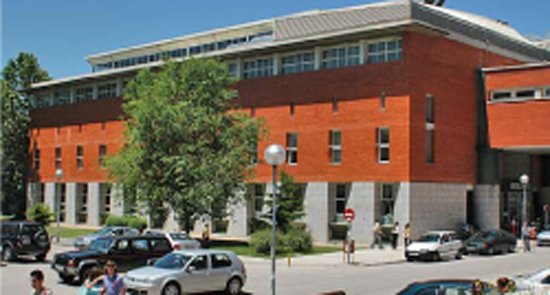
Biblioteca de la Facultad de Geografía e Historia.

La Facultad de Geografía e Historia de la Universidad Complutense de Madrid (UCM) es la facultad responsable de las titulaciones de la UCM relacionadas con los campos de conocimiento de historia, historia del arte, arqueología, geografía y musicología, organizados en las titulaciones oficiales de grado, máster y doctorado. Está situada en el edificio de Filosofía y Letras B, la antigua Facultad de Ciencias Económicas y Empresariales, llevada al campus de Somosaguas en la década de 1960. Su patrón es San Isidoro de Sevilla. La Facultad de Geografía e Historia de la UCM es considerada una de las mejores del mundo, pues en el QS World University Rankings de 2023 se posicionó como la primera de España y como una de las 100 primeras a nivel mundial en las áreas de artes y humanidades. Asimismo, los grados en Arqueología, Geografía, Historia e Historia del Arte se sitúan en primera posición a nivel nacional.

## Estudios[12]

### Programas de grado
- Grado en Arqueología.
- Grado en Ciencia de las Religiones.
- Grado en Geografía y Ordenación del Territorio.
- Grado en Historia.
- Grado en Historia del Arte.
- Grado en Musicología.
- Doble Grado en Historia - Filología Clásica.

### Programas de máster

#### Arqueología
- Máster Universitario en Arqueología del Mediterráneo en la Antigüedad Clásica.
- Máster Universitario en Arqueología Prehistórica.
- Máster Universitario El Patrimonio Cultural en el siglo XXI: Gestión e Investigación (conjunto con Universidad Politécnica de Madrid)

#### Historia
- Máster Universitario en Historia Contemporánea (conjunto con UAM, UAB, USC, UV, UC, UPV/EHU, Unizar, UIMP).
- Máster Universitario en Historia de la Monarquía Hispánica.
- Máster Universitario en Estudios Medievales.
- Máster Universitario en Historia y Ciencias de la Antigüedad (conjunto con UAM).
- Máster Universitario en Historia y Antropología de América.
- Máster Universitario en Patrimonio Histórico Escrito.

#### Historia del Arte
- Máster Universitario en Estudios Avanzados en Historia del Arte Español.
- Máster Universitario en Historia del Arte Contemporáneo y Cultura Visual (conjunto con Universidad Autónoma de Madrid).
- Máster Universitario en Estudios Avanzados de Museos y Patrimonio Histórico-Artístico

#### Geografía y Ordenación del territorio
- Máster Universitario en Dinámicas Territoriales y Desarrollo.
- Máster Universitario en Tecnologías de la Información Geográfica.

#### Musicología
- Máster Universitario en Música Española e Hispanoamericana.

### Programas de doctorado
- Doctorado en Ciencias de las Religiones.

- Doctorado en Estudios del Mundo Antiguo.
- Doctorado en Geografía.
- Doctorado en Historia Contemporánea.
- Doctorado en Historia del Arte.
- Doctorado en Historia y Arqueología.
- Doctorado en Musicología.

### Otras enseñanzas
- Cátedras Extraordinarias (Complutense de Historia Militar)
- Cursos de Verano
- Escuela Complutense de Verano
- Escuela Complutense Latinoamericana
- Títulos de Especialista (Arte de India; Teorías e Historia de la Arquitectura y la Ciudad; Historia Militar)
- Universidades Norteamericanas Reunidas
- Universidad para Mayores

### Colaboración en otros programas
- Doctorado en Ciencias de las Religiones.
- Máster Universitario en Ciencias de las Religiones.

- Máster Universitario en Estudios LGBTIQ+.

## Departamentos[13]
- Departamento de Prehistoria, Historia Antigua y Arqueología
- Departamento de Historia de América y Medieval y Ciencias Historiográficas
- Departamento de Historia Moderna e Historia Contemporánea
- Departamento de Historia del Arte
- Departamento de Geografía
- Departamento de Musicología

## Equipo de Gobierno[14]
- Decano: Miguel Luque Talaván.

- Vicedecana de Ordenación Académica y Planificación Docente: Carmen Ruigómez Gómez

- Vicedecana de Investigación y Doctorado: Susana Calvo Capilla
- Vicedecana de Estudios y Calidad: Mª Cruz Cardete del Olmo
- Vicedecano de Relaciones Institucionales, Internacionales y Biblioteca: José Antonio Montero Jiménez
- Vicedecana de Estudiantes y Extensión Universitaria: Laura Rodríguez Peinado
- Vicedecano de Innovación, Nuevas Tecnologías y Comunicación: Roberto Díez Pisonero
- Sr. Secretario Académico de Facultad: Jesús Cantera Montenegro
- Coordinador del Campus Virtual: Roberto Díez Pisonero.
- Gerente de Facultad: Ignacio Torres Pérez.

### Organización de la Facultad
Además de la necesaria dotación de aulas, seminarios y espacios apropiados para la celebración de actos científicos y académicos (sala de grados, salón de actos, sala de juntas), la facultad cuenta, como apoyo a la docencia y la investigación, con:
- Aulas de informática (cuatro),
- Archivo Epigráfico de Hispania,
- Biblioteca de Humanidades, considerada la más completa biblioteca universitaria especializada de España y Europa, con más de 400.000 volúmenes,
- Cartoteca,
- Centro de Asistencia a la Investigación (C.A.I.) de Arqueometría y Análisis Arqueológico,
- Colección de Numismática de la UCM,
- Hemeroteca,
- Estudio de radio,
- Instituto Complutense de Ciencias Musicales,
- Laboratorios (dos, de Prehistoria y de Geografía Física),
- Laboratorio sonoro del Departamento de Musicología,
- Mediateca,
- Museo de Arqueología y Etnología de América,
- Orquesta de la Facultad de Geografía e Historia,
- Taller de cartografía.

## Asociaciones[15]
- Unión Cultural Arqueológica “UCA”
- Asociación Cultural Unión de Historiadores Progresistas “UHP”
- Asociación Cultural “ATLÁNTIDA”
- Asociciación Universitaria CONTRA EL ESPECISMO (A.U.C.E.)
- Asociación Universitaria DO FA RADIO
- Asociación FRENTE DE ESTUDIANTES-HISTORIA UCM
- Asociación JÓVENES HUMANISTAS
- Diálogos-Pensando el Arte
- Jóvenes Investigadores Medievalistas en Nuevas Aproximaciones (JIMENA)
- Banda de Música de la Universidad Complutense de Madrid
- Club deportivo